# Велень (матеріал)

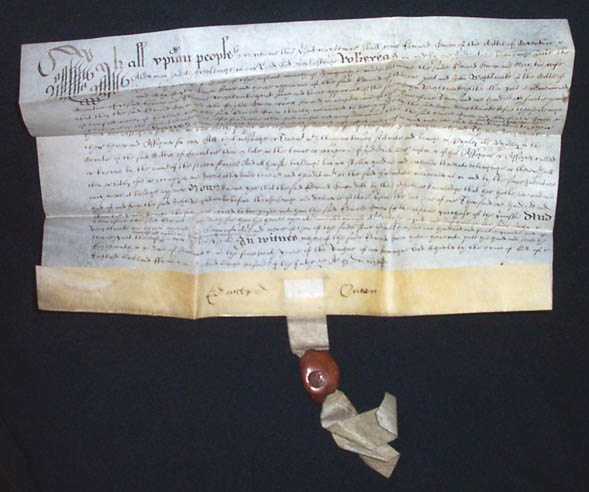
Акт 1638 року на велені з печаткою

Веле́нь (фр. vélin, лат. vellum) — матеріал для письма або друкарства зі шкір ссавців. Назва походить від фр. vélin vélin, що означає «теляча шкіра». Процес виробництва велені повністю збігається з виробництвом пергаменту. Основна відмінність велені від пергаменту — це матеріали та якість обробки, що використовуються у виробництві.

## Особливості термінології
Часто буває складно відрізнити терміни «велень» та «пергамент». У Європі з римських часів терміном vellum позначали високоякісну шкіру, незалежно від того, зі шкіри якої тварини вона була виготовлена. Французькі джерела схильні відносити до vélin лише телячу шкіру, хоча британські джерела до «пергаменту» відносять розшаровану шкіру, а до vellum — нерозшаровану шкіру різних ссавців. Тому, хоча сучасний термін походить від французького слова vélin — «шкіра теляча», цілком припустимо відносити цей термін і до шкіри інших тварин.
Найбільш високоякісна велень виготовляється зі шкір новонароджених або ненароджених тварин і визначається терміном uterine vellum або «утробна велень». Іноді цей термін вживається і щодо шкір молодих тварин дуже високої якості вичинки.

## Виготовлення
Процес виготовлення веллені є особливим, сиром'ятним, виробленням шкіри молодих, новонароджених або ненароджених тварин. Зняті шкури обробляють і промивають. Потім з них зчищають жир та волосся і вимочують кілька днів у вапняному розчині. Після шкіри промивають і натягують на дерев'яні рами і мездріть, потім шліфують пемзою. На останньому етапі в отриману заготовку втирають крейдяний порошок, що вбирає жир і відбілює шкіру. Також з метою відбілювання втирається борошно, білки чи молоко. Для надання велені іншого кольору використовують інші інгредієнти, наприклад, шафран.

## Використання
Велень може бути різних кольорів та відтінків, проте це застосовується рідко, оскільки значна цінність велені в її м'якій текстурі та простоті. Велень значно більш стійкий матеріал порівняно з папером, тому важливі документи, такі як дипломи та акти, часто друкують на велені.

## В історії
Більшість важливих середньовічних манускриптів — як втрачених, так і тих, що збереглися — були написані на велені. Також на велені писалися Гандхарські буддійські тексти та Тора. Чверть із 180 копій Біблій Гутенберга 1455 року надруковано на велені.
У мистецтві велень використовувалася для картин, особливо якщо їх слід відправляти далеко. На початку XVI століття, з появою полотна, велень втратила свою значущість у живопису, хоча продовжувала використовуватися для малюнків, акварелей та гравюр.
У XVI—XVII століттях велень часто використовували для простих требників без орнаменту в м'якій палітурці, іноді із позолоченням. Пізніше велень стали використовувати для покриття обкладинок книг у твердій палітурці.

## В сучасності
Британський та ірландський парламенти досі видають свої акти на велені, але з квітня 2016 року британський парламент планує відмовитися від цієї практики. Відмова від велені, за словами представника Палати лордів, дозволить заощадити 80 000 фунтів щорічно.
Велінь використовується для видання Тори, колекційних і пам'ятних книг, а також каліграфічних документів. Велень використовується для музичних інструментів, таких як банджо.
Через низький попит і складність технологічного процесу велінь сьогодні дорога і її складно знайти. Замінник велені виготовляється на основі бавовни і носить назву веленевого паперу. Веленевий папір, тобто ватман значно дешевше і доступніший за велень. Виробники часто використовують термін vellum лише у значенні «високоякісний», хоча продукт може і не бути веленню.

## Зберігання
Велень зазвичай зберігають у приміщенні зі стабільною атмосферою при відносній вологості 30 ± 5 %. При відносній вологості менше 11 % веленню стає крихкою і схильною до механічних пошкоджень, а при відносній вологості більше 40 % вона схильна до зараження цвіллю і грибком. Оптимальна температура зберігання — 20 °C ± 1,5 °C (67 °F ± 3 °F).